# Acantholycosa pedestris
Acantholycosa pedestris là một loài nhện trong họ Lycosidae.
Loài này thuộc chi Acantholycosa. Acantholycosa pedestris được Eugène Simon miêu tả năm 1876.